# Woźniki
Woźniki este un oraș în Polonia.